# Public school
El término public school se refiere al grupo de escuelas independientes privadas de pago más antiguas, más caras y exclusivas del Reino Unido, particularmente de Inglaterra, a las que asisten principalmente niños con edades de 13 a 18 años. Tradicionalmente, éstas eran internados de chicos, aunque la mayoría ahora permiten alumnos externos y muchas se han convertido parcial o completamente en mixtas. Surgieron de las antiguas escuelas de caridad establecidas para educar a escolares pobres, usando el término «public» para indicar que el acceso a ellas no estaba restringido sobre la base de la religión, la ocupaciónc o el lugar de domicilio.
Entre las más conocidas figuran escuelas como Eton, Harrow, Rugby, Westminster, Winchester y Worth, entre otras.  

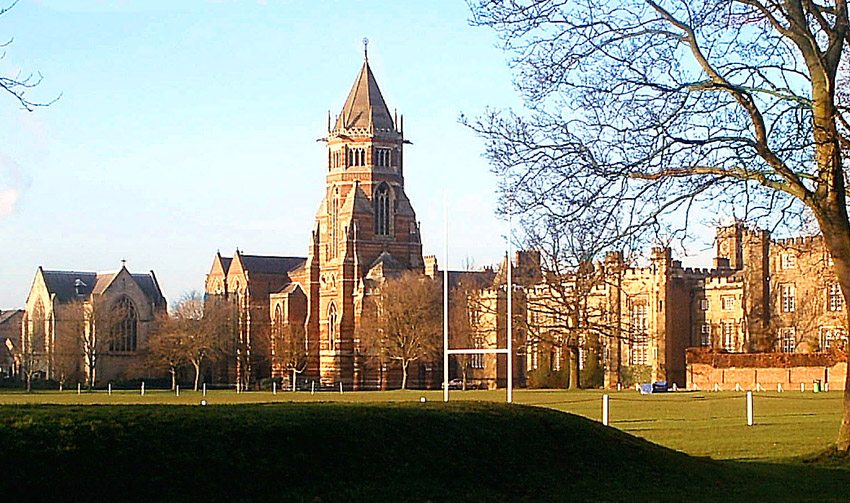
Los campos de juego de la Rugby School, donde según la leyenda el juego del rugby fue inventado

La influencia que ejercen estas escuelas en la vida política y social del Reino Unido desde hace años es significativa, como se puede ver, por ejemplo, cuando en la apertura del Parlamento británico en 1867, de los 458 miembros de la cámara alta, la House of Lords, 172 habían estudiado en Eton, 39 en Harrow, 23 en Westminster, 8 en Winchester, 7 en Charterhouse, 4 en Rugby, 2 en St Paul's y uno en Shrewsbury.